# Batalla de Sabana Real de la Limonada
La Batalla de Sabana Real de la Limonada, también conocida como la batalla de Guárico o el Milagro de la Limonada, fue un enfrentamiento bélico terrestre y naval dentro de la Guerra de los Nueve Años librado el 21 de enero de 1691 durante los reinados de Carlos II de España y Luis XIV de Francia, en el que se enfrentó la armada real de Barlovento bajo el mando del Capitán José Márquez Calderón y el ejército real español, dirigido por el Maestre de Campo Francisco de Segura Sandoval y Castilla, contra el ejército real francés, comandado por el Gobernador de la isla Tortuga y la costa norte de la isla Española, Pierre-Paul Tarin de Cussy.
Tras la invasión francesa a Santiago de los Caballeros se patrocino desalojar a los franceses de la Isla Española por el gobernador y capitán general de la Capitanía General de Santo Domingo, el almirante Ignacio Pérez-Caro y Fernández de Oviedo y el virrey de Nueva España, Gaspar de la Cerda Sandoval Silva y Mendoza.
El escritor novohispano Carlos de Sigüenza y Góngora diría sobre la batalla que «obraron las católicas armas en la isla Española, castigando algo de lo mucho que en ella han delinquido los franceses que, sin más título que el de ladrones, ocupan sus costas».
En la República Dominicana la tradición católica siempre ha considerado que los lanceros voluntarios de Salvaleón de Higüey salieron ilesos del combate por la intercesión de Nuestra Señora de la Altagracia, a causa de esto la conmemoración de Nuestra Señora de la Altagracia empezó a ser el día de la batalla desde 1692.

## Antecedentes

### Invasión Francesa a Santiago de los Caballeros

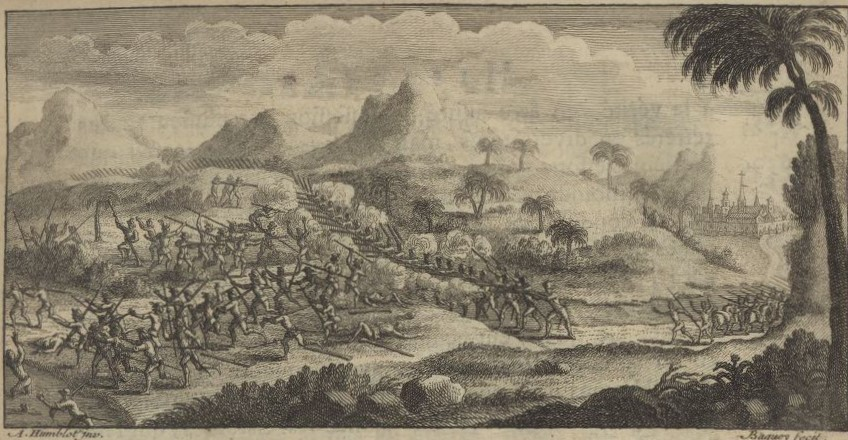
Invasión de Santiago de los Caballeros por Pierre-Paul Tarin de Cussy.

El 6 de junio de 1690, De Cussy y sus milicias entraron a Santiago de los Caballeros, el pueblo más importante de toda la región del Cibao, y lo sometieron al pillaje porque sus habitantes habían huido todos a tiempo dejando al pueblo totalmente abandonado más, al terminar el robo en masa, las tropas de De Cussy lo incendiaron antes de comenzar su retirada hacia la parte francesa. Por toda la línea noroeste, desde Santiago hasta la frontera, los franceses dejaron un espectro desolador.

### Hostilizan Española
Al llegarle la noticia de lo que hicieron los franceses al Almirante Ignacio Pérez-Caro y Fernández se irritó y quiso solicitar por cuantos medios le sugiriese la posibilidad vengarse para conseguir el absoluto exterminio de los franceses y desalojaros de la isla, para ello el Almirante Ignacio Pérez-Caro quiso disminuirles las fuerzas con repetidas hostilidades para conseguir la ocasión de lograrse la derrota francesa. Ordenaría a los cabos militares de Santiago de los Caballeros y a los de las villas de Compostela de Azua y Lares de Guaba (hoy Hincha, ciudad tomada por los haitianos), que hostilizaran continuamente a los franceses para conseguir en el proceso información de las personas, Capitanes de milicia y corsos con que se hallaba de la disposición de sus fortalezas, poblaciones y de resto que condujese al interés español.
Siguiendo aquellas órdenes del Gobernador el Capitán Vicente Martín con la tropa del sur junto a los pobladores de Lares de Guaba y Compostela de Azua mataron 28 franceses, aprisionaron 9 y quemaron una casa grande con 4 bohíos.
Los pobladores de Compostela de Azua quemaron en una ranchería 300 cueros, sin los que sacaron para sus menesteres, que fueron muchos. La tropa del norte mataron 3 franceses y aprisionaron 7.

### El Virrey de Nueva España envía la Armada de Barlovento

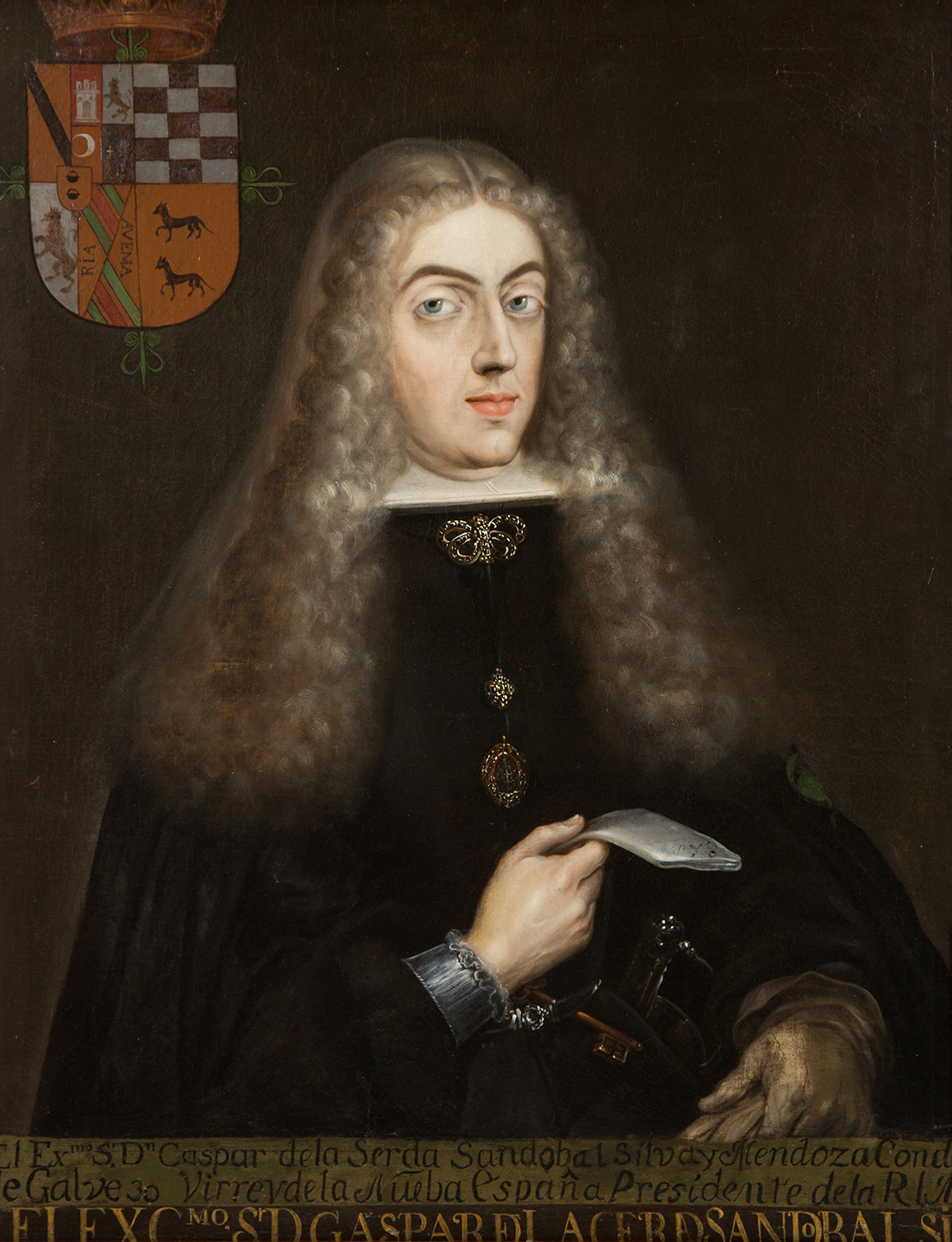
Don Gaspar de la Cerda Sandoval Silva y Mendoza, virrey de la Nueva España y VIII conde de Galve. La expulsión de los franceses de la isla Española fue uno de los objetivos principales de su Gobierno.

El 4 de julio de 1690 el virrey Gaspar de la Cerda Sandoval y Mendoza, conde de Galve, dispuso que se enviara la armada real de Barlovento a Santo Domingo:

“Estando declaradas las guerras de Francia y teniendo esta nación muchas poblaciones en esta isla con cercana inmediación a las nuestras, por cuya causa puede tener el gobernador y capitán general de ella órdenes de su Magestad para alguna operación, o motivo por sí para asegurar sus fronteras, o entrar en las contrarias, de donde reciben los vasallos de su Magestad en las labores y haciendas de aquellos territorios muchas hostilidades y robos, teniéndolos en continuo desvelo, en consideración a que pudiera ser que, por falta de fuerzas marítimas, dejáse el gobernador y capitán general de dicha isla de hacer o intentar algún buen efecto de que resultase mayor seguridad a los vasallos y dominios de su Magestad, me ha parecido conveniente a su real servicio poner a la orden de dicho gobernador y capitán general la Armada para que, valiéndose de sus fuerzas, en caso de necesitar de ellas, las aplique a la operación y efecto que hallare más conveniente y necesario a su seguridad y proporcionado a ellas; resolviendo el empleo que se determinare en junta con los cabos militares de esa plaza y con los de la Armada; y la operación que en ella se resolviere la ejecutará el general don Jacinto Lope Gijón y su almirante, don Antonio de Astina, y demás cabos militares y de mar de la Armada de Barlovento, guardando las disposiciones que diere el gobernador y capitán general de la isla de Santo Domingo, que no dudo se arreglará en esto a las órdenes de su Magestad y a las experiencias adquiridas en el tiempo de su gobierno, para que se logre con felicidad el buen efecto que deseo en el real servicio. Y porque si llegare alguno de los casos expresados no pueda poner embarazo el general de la Armada por decir le falta orden mío, me pareció darlo y prevenirlo en ésta para que lo ejecute; y de lo que en esto se obrare y resolviese traerá el general testimonio y entera relación de lo sucedido para que la dé a su Magestad.”
Gaspar de la Cerda y Mendoza

### Llegada de la Armada de Barlovento a Santo Domingo

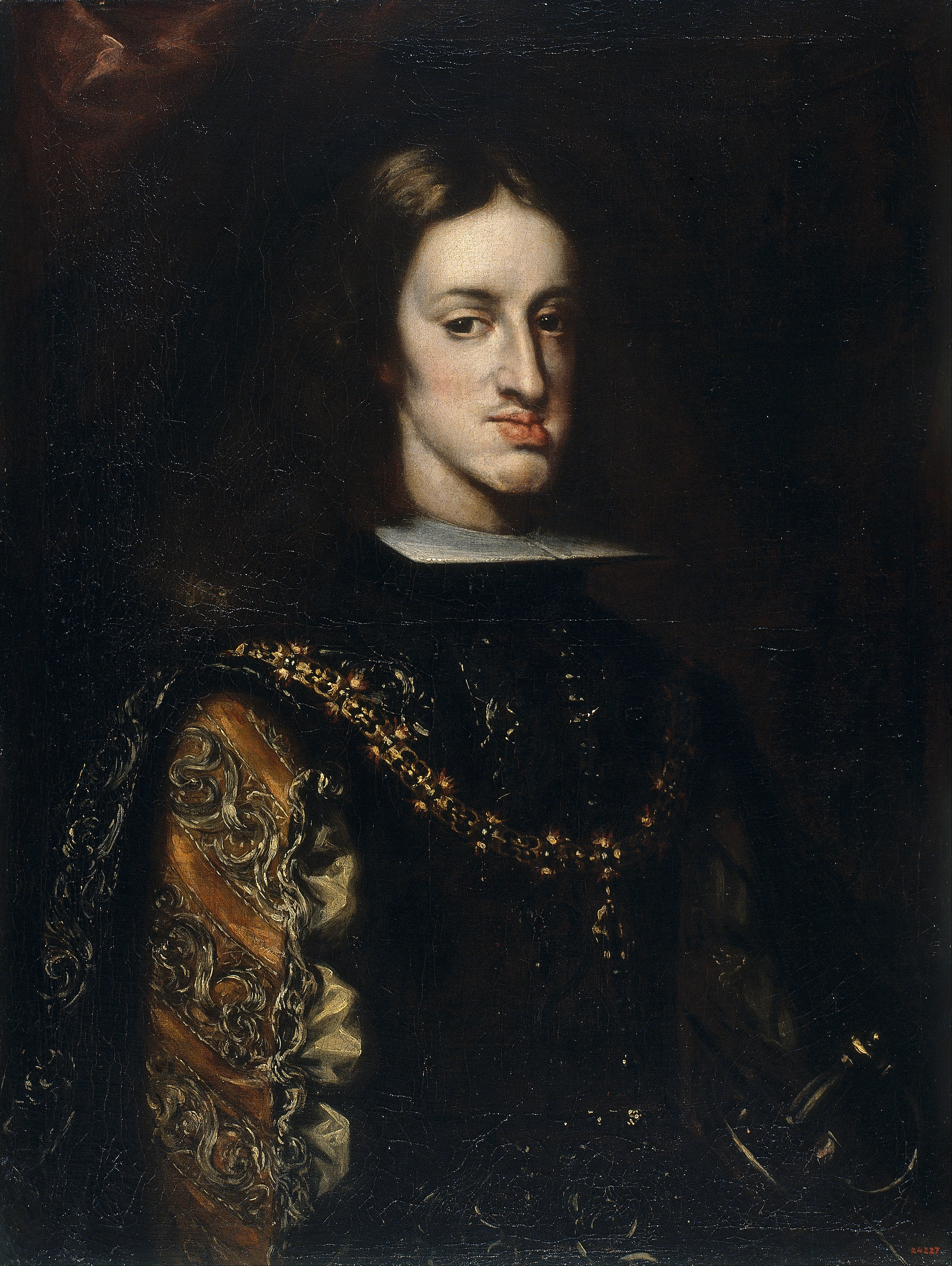
Su Majestad Católica don Carlos II, rey de España e Indias.

El 9 de noviembre de 1690 amaneció la armada real de Barlovento sobre el puerto de la Ciudad de Santo Domingo y después de haber entregado a los oficiales de Santo Domingo el real situado, salieron a la Ciudad de Santo Domingo el General Lope Gijón, el Almirante Antonio de Astina y otros Capitanes, previas las mutuas congratulaciones que dictó la urbanidad a la junta que se hizo en el palacio de las casas reales del Almirante Ignacio Caro, donde concurrieron los personajes más circunspectos de la res publica y se complacieron las autoridades de Santo Domingo al enterarse de que se había vencido a la armada real francesa el 6 de octubre de 1691.

### Preparación Española

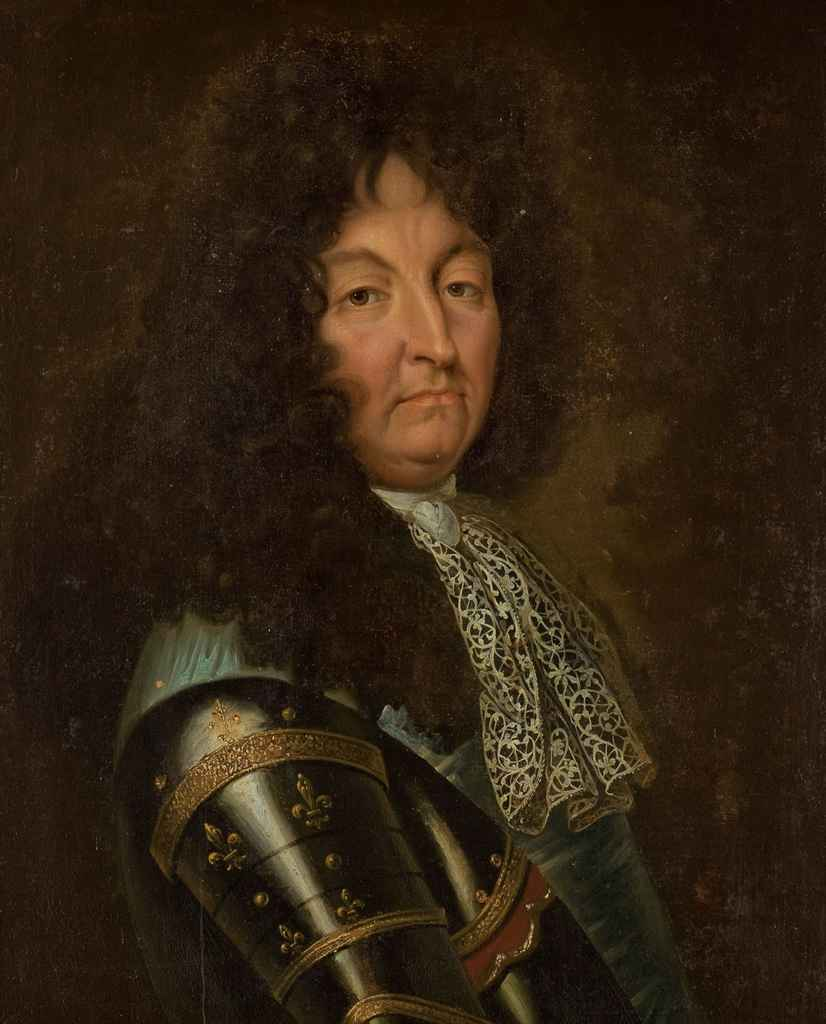
Su Majestad Cristianísima don Luis XIV, rey de Francia y Navarra.

Se formó una junta de guerra conformada por el Maestre de Campo Pedro Morel de Santa Cruz, el Sargento Mayor Antonio Picardo Vinuesa y otros Capitanes de la isla. El avance al puerto del Guarico y poblaciones inmediatas fue lo que en esa junta se resolvió, y antes de disolverla, despachó el Almirante Caro apretados órdenes para que, así de la gente de presidio de aquella plaza como de los milicianos de la ciudad y lugares de tierra adentro, se reclutasen 13000 hombres que se juzgaron entonces suficientes para pie de ejército; y señalando Santiago de los Caballeros para plaza de armas, se comenzaron a prevenir los víveres y municiones. Para remediar también el defecto de práctico de aquellas costas del norte con que los pilotos de la armada se embarazaban, entre muchos que generosamente se ofrecieron para este empeño, nombró el Almirante Caro a 10 lanceros oriundos de la costa del norte.
La aclamación mayoritaria pidió que se diese el mando al Maestre de Campo Francisco de Segura Sandoval y dieron ascenso con aplauso a la voz común del Almirante Caro, los ministros de la Real Audiencia de Santo Domingo, General Lope y los cabos. El Maestre de Campo Francisco Sandoval aceptó asumir el mando y saldría con dirección a la bahía de Manzanillo (punto de reunión con la armada de Barlovento) acompañado 15 compañías  el 21 de noviembre de 1690.

## Limonada

### Batalla en la Limonada
El 21 de enero de 1691 en la Limonada los franceses al avanzar un poco su cuerno izquierdo se encontraron a los españoles, se le dio una carga de mosquetería que pasaron por alto. Respondió a ella con batería continua en forma de escaramuza, y habiéndose retornado como 6 o 7, advirtiendo el Maestre de Campo Francisco de Segura, el Maestre de Campo Morel y el Sargento Mayor Antonio Picardo que no sólo se venía sobre el español derecho su cuerpo izquierdo, en que se hallaba Pierre Tarin de Cussy y todos sus capitanes, sino que desfilaba algunas mangas para acometer al costado español que estaba sin abrigo de armas de fuego. Los lanceros cuando se les dio la orden de atacar se dijo:

“¡Avanzad, españoles! ¡Santiago a ellos!”
Francisco de Segura Sandoval y Castilla

Una hora después de empezar la batalla los voluntarios escondidos de Salvaleón de Higüey subieron por atrás de la loma de Duclée. Sorprendieron y eliminaron por completo a la plana mayor de los franceses, muriendo 32 oficiales, incluyendo a De Cussy y su teniente general Fransquenay. Al ver los franceses desde lejos, la masacre de su alto mando, los franceses rompieron fila y huyeron, dejando a los españoles.

## El milagro

### Los voluntarios de Salvaleón de Higüey

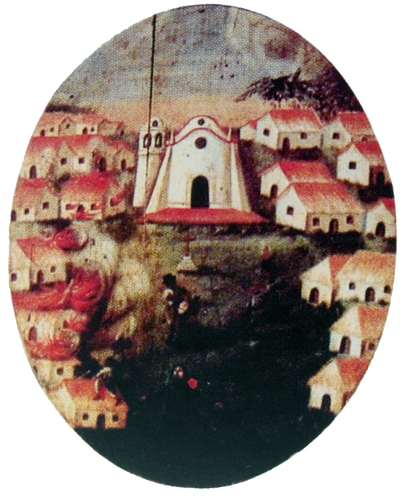
Santuario de Nuestra Señora de la Altagracia en Salvaleón de Higüey.

Todos y cada uno de los voluntarios de Salvaleón de Higüey que se habían encomendado bajo la protección de Nuestra Señora de Altagracia, volvieron sanos y salvos, sin rasguño alguno. Esto fue visto como una clara contestación a sus oraciones y un milagro patente.

## Consecuencias

### Repercusión

#### México (Nueva España)
La victoria española fue promocionado en el Reino de México (Nueva España) principalmente en 2 textos redactados por Carlos de Sigüenza: Relación de lo sucedido a la Armada de Barlovento y Trofeo de la justicia española, el segundo incluye como anexo los Epinicios Gratulatorios.

#### Río Dajabón
Por las matanzas que sufrieron los franceses en los ataques españoles cambiaron el nombre del río Dajabón con el nombre de Masacre.